# Arturo Chaires
Arturo Chaires Riso (né le 14 mars 1937 à Guadalajara au Mexique et mort le 18 juin 2020 dans la même ville) est un joueur de football international mexicain qui évoluait au poste de défenseur.

## Biographie

### Carrière de joueur

#### Carrière en club
Avec le Chivas de Guadalajara, Arturo Chaires remporte 5 titres de champion du Mexique et une Coupe des champions de la CONCACAF.

#### Carrière en sélection
Avec l'équipe du Mexique, Arturo Chaires joue 24 matchs (pour aucun but inscrit) entre 1961 et 1967. 
Il figure dans le groupe des sélectionnés lors des coupes du monde de 1962 et de 1966. Lors du mondial 1962, il ne joue pas de matchs. En revanche lors du mondial 1966, il dispute trois matchs : contre la France, l'Angleterre et l'Uruguay.

## Palmarès
Chivas
| - Championnat du Mexique (5) : - Vainqueur : 1960-61, 1961-62, 1963-64, 1964-65 et 1969-70. - Coupe du Mexique (2) : - Vainqueur : 1962-63 et 1969-70. |  | - Supercoupe du Mexique (5) : - Vainqueur : 1960, 1961, 1964, 1965 et 1970. - Ligue des champions (1) : - Vainqueur : 1962. - Finaliste : 1963. |